# Nadbrzusze

Podział okolic brzucha. Nadbrzusze zaznaczono na odcienie koloru żółtego.

Nadbrzusze (łac. epigastrium) – górna okolica brzucha. Dzieli się dodatkowo na nadbrzusze właściwe (na środku) i dwie okolice podżebrowe (prawą i lewą). Podział ten jest używany dla precyzyjnego określenia położenia objawów.
Bóle tej okolicy mogą być objawami licznych chorób. Zależnie od charakteru bólu, można się spotkać z bólami w przebiegu choroby wrzodowej żołądka i dwunastnicy, raka żołądka, w kolce żółciowej i chorobach trzustki. Czasem jest to również ból przeniesiony świadczący o chorobie innych narządów. Bardzo charakterystycznym tego typu bólem z przeniesienia jest ból w nadbrzuszu w przebiegu zawału serca, tzw. maska brzuszna zawału.